# Biblioteca civica Ezio Vanoni
La biblioteca civica Ezio Vanoni è la biblioteca comunale di Morbegno. Nata per volontà dell'amministrazione comunale a metà anni sessanta, è stata aperta al pubblico nel 1968 ed è una delle biblioteche più significative per dimensioni e per quantità di documenti posseduti del Sistema Bibliotecario della Valtellina.

## Storia e descrizione

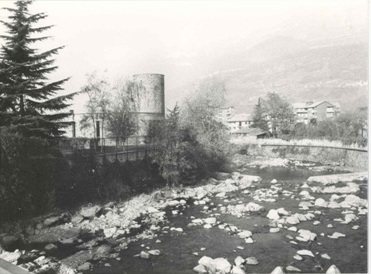
Biblioteca civica "Ezio Vanoni" a fine anni '60

La decisione di costituire una biblioteca pubblica risale al 1965 in occasione del 10º anniversario della morte dell'illustre statista valtellinese Ezio Vanoni e della volontà del comune di dedicargli un monumento commemorativo. Su consiglio della famiglia Vanoni, venne preferita la realizzazione di una biblioteca che ricordasse la figura dello statista, che conservasse i suoi libri e desse la possibilità alla comunità, ed in particolare agli studenti, di poter usufruire di un servizio pubblico fondamentale per la loro formazione e crescita culturale. Il progetto fu realizzato tra il 1965 e il 1966 dall'architetto d'origine morbegnese Luigi Caccia Dominioni, con la volontà di realizzare una biblioteca d'avanguardia, concepita secondo le più avanzate indicazioni progettuali dell'epoca. L'edificio ha l'aspetto d'austera fortezza con due torri, inserito suggestivamente nel contesto naturale e nel paese di Morbegno. La biblioteca ha una struttura moderna, con nuove tecnologie costruttive e soluzioni di luminosità come oblò a soffitto, vetrate verticali e una parete a vetri che si apre sul monte Disgrazia. Il rivestimento esterno in pietra appare invece simile ai tradizionali rustici valtellinesi che utilizzano le pietre locali, in questo caso quelle raccolte nel letto del vicino torrente Bitto. L'aspetto gradevole di unitarietà degli spazi e d'inserimento col paesaggio si mantiene anche negli interni, in cui si susseguono pareti concave e convesse. La "Torre del Sapere" è il cuore dell'intero complesso e nucleo generativo di tutta l'architettura della biblioteca..

## Patrimonio librario e documentario
Nel 2014 il patrimonio complessivo della biblioteca Vanoni è costituito da oltre 39.360 documenti per lo più libri stampati, non manca tuttavia una cospicua quantità di altre tipologie di materiali come manoscritti, periodici, materiali audiovisivi e grafici. Quotidianamente vengono offerti in lettura 12 quotidiani e 40 riviste.
La biblioteca civica Vanoni è citata nel volume “I fondi speciali delle biblioteche lombarde” con i suoi sei fondi che costituiscono i nuclei centrali orientati alla documentazione locale:
1. Fondo Guglielmo Felice Damiani: opuscoli e monografie di e sul poeta (circa 40), due tesi di laurea e fogli dattiloscritti con studi e biografie su Damiani, alcune lettere e dediche manoscritte dall'autore.
2. Fondo Malacrida: documenti dell'archivio personale della famiglia Malacrida di Morbegno. Circa 30 buste e un centinaio di fascicoli sparsi relativi ai secoli XVII-XX e riguardanti l'amministrazione dei beni della famiglia e la costruzione del palazzo Malacrida[3] nella seconda metà del ‘700.
3. Fondo Bruzio Manzucchi: 357 volumi di cultura marxista, politica ed economia donati a fine anni 60 dall'ex dirigente del Partito Comunista Italiano.
4. Fondo Ezio Vanoni: 464 volumi con scritti dello statista, le tesi e gli studi compiuti sulla figura del Vanoni.
5. Fondo Visconti Venosta: 712 volumi e 40 cinquecentine di argomento religioso, letteratura latina, italiana e francese, di storia, filosofia, diritto, medicina, economia e testi scolastici provenienti dalle famiglie Visconti Venosta e acquisitati dal comune nel 1981.
6. Fondo locale: illustrato nel paragrafo successivo.

## Fondo locale
Il fondo locale è costituito da un complesso di documenti con informazioni su istituzioni, persone, eventi passati o presenti della vita e della realtà di Morbegno. Questo fondo è il più importante progetto bibliografico della biblioteca per documentare la memoria, l'eredità culturale e le tradizioni della comunità morbegnese.

### Storia
Il fondo locale è stato allestito a partire dagli anni ‘90 con la volontà di raccogliere e riorganizzare, in uno specifico spazio, il materiale bibliografico relativo alla cittadina valtellinese. L'incremento dei documenti del fondo negli anni si è basato sulle indicazioni fornite dalla carta delle collezioni del sistema bibliotecario della Valtellina, sulle richieste dei lettori e da approfondite ricerche del direttore. Sono stati acquisiti, mediante acquisti e donazioni, materiali su Morbegno e sulla Provincia di Sondrio. Successivamente, sono stati raccolti anche libri di vario argomento che si riferiscono alla regione Lombardia ma che trattano anche tematiche che coinvolgono Morbegno o la Valtellina in generale.

### Materiali
Oggi il fondo locale, che consta di circa 3.360 documenti, è composto prevalentemente da documenti a stampa tra cui biografie su personaggi illustri, guide turistiche, monografie, opere generali, opuscoli, pubblicazioni minori prodotte in occasione di eventi e mostre, documentazioni di attività di studio e 249 tesi di laurea, di cui 140 che approfondiscono tematiche locali. Nel fondo sono incluse circa 700 fotografie, diapositive e cartoline che testimoniano la vita e la conformazione della Morbegno di un tempo. Inoltre è conservata una cospicua raccolta di periodici, circa una trentina di testate, tra quelle di Morbegno, di comuni limitrofi e di società, enti, gruppi culturali, oppure banche Valtellinesi come il Notiziario della Banca Popolare di Sondrio.
Lo storico mensile parrocchiale di Morbegno è Le Vie del Bene, fondato nel gennaio 1926 e pubblicato nella cittadina ininterrottamente sino ad oggi, a parte una sospensione tra il 1943 e il 1949 a causa della seconda guerra mondiale e delle difficoltà economiche postbelliche. Ogni numero riporta delle note iniziali di beneficenza, articoli di storia e arte locale con illustrazioni o fotografie e una rubrica con notizie di cronaca di Morbegno e dei paesi vicini.

### Bibliografia tematica

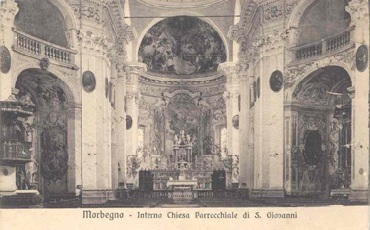
Interno della chiesa parrocchiale di S. Giovanni a inizio '900

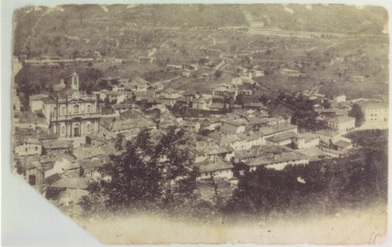
Panorama di Morbegno in una cartolina del 1928

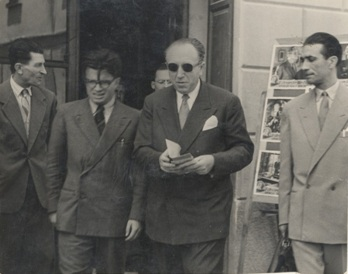
Lo statista Ezio Vanoni con Giulio Spini, sindaco di Morbegno dal 1964 al 1975

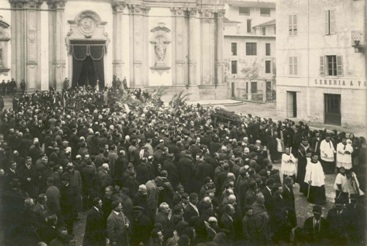
Cerimonia religiosa di inizio '900

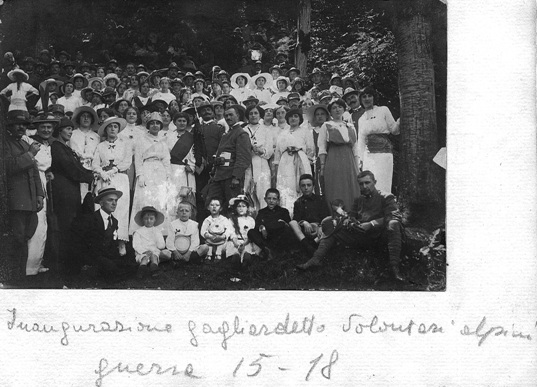
Inaugurazione gagliardetto volontari alpini guerra 1915-18